# Pristimantis cristinae
Pristimantis cristinae är en groddjursart som först beskrevs av Lynch och Pedro M. Ruiz-Carranza 1985.  Pristimantis cristinae ingår i släktet Pristimantis och familjen Strabomantidae. IUCN kategoriserar arten globalt som otillräckligt studerad. Inga underarter finns listade i Catalogue of Life.